# Kasseler Citylauf
Der Kasseler Citylauf war ein Stadtlauf in Kassel, der zu den ältesten und bestbesetzten in Deutschland gehörte. Er fand seit 1979 im Mai statt. Veranstalter war der PSV Grün-Weiß Kassel, Organisationsleiter war bis 2010 Winfried Aufenanger.
Zum Programm gehörten ein Lauf der Asse über 10 km für männliche Eliteläufer, ein Ladies-Cup über 5 km, ein Volkslauf über 10 km und drei Bambini- bzw. Schülerläufe. Die Läufe fanden auf einem Rundkurs statt, der vom Königsplatz ausging und über Obere Königsstraße, Opernstraße, Neue Fahrt und Wolfsschlucht verlief.
Im Jahr 2013 kam es zur Neuauflage des Kasseler Citylaufs, allerdings nur im Breitensportbereich. Auch 2014 gingen nur 250 Läufer in den verschiedenen Rennen an den Start. Seitdem kam es zu keiner weiteren Auflage des Citylaufes. Als inoffizielle Nachfolgeveranstaltung gilt der Nachtlauf von Sportscheck, der jährlich seit 2014 ausgetragen wird und über eine ähnliche Streckenführung verfügt.

## Statistik

### Siegerliste
| Jahr          | Männer                       | Frauen                        |
| ------------- | ---------------------------- | ----------------------------- |
| 27. Juni 2014 | Florian Beisheim             | Anna Reuter -2-               |
| 28. Juni 2013 | Sebastian Wagner             | Anna Reuter                   |
| 19. Juni 2010 | Hosea Tuei (KEN)             | Caroline Chepkwony -2-        |
| 20. Juni 2009 | Paul Kipkorir Kipkemoi (KEN) | Jelena Sadoroschnaja (RUS)    |
| 4. Mai 2008   | Nicholas Kipruto Koech (KEN) | Masila Nduge (KEN)            |
| 6. Mai 2007   | Collins Kibet -2-            | Caroline Chepkwony (KEN)      |
| 7. Mai 2006   | Collins Kibet (KEN)          | Ruhama Shauri (TAN)           |
| 5. Mai 2005   | David Plimo (KEN)            | Carolyne Kiptoo (KEN)         |
| 8. Mai 2004   | Elijah Kipruto Sang (KEN)    | Eunice Jepkorir (KEN)         |
| 10. Mai 2003  | Moses Kipkosgei Kigen (KEN)  | Lenah Jemutai Cheruiyot (KEN) |
| 11. Mai 2002  | George Kiplagat Sirma (KEN)  | Elisabeth Chirchir (KEN)      |
| 12. Mai 2001  | Rodgers Rop (KEN)            | Edith Masai (KEN)             |
| 14. Mai 2000  | Thomas Omwenga (KEN)         | Irina Mikitenko               |
| 1999          | Jacob Losian (KEN)           | Wioletta Uryga (POL)          |
| 1998          | Thomas Lotik (KEN)           | Leah Malot (KEN)              |
| 1997          | Isaac Kariuki (KEN)          | Éva Dóczi (HUN)               |
| 1996          | Charles Omwoyo -2-           | Marina Beljajewa (RUS)        |
| 1995          | Geoffrey Tanui (KEN)         | Christina Mai                 |
| 1994          | Charles Omwoyo (KEN)         | Doris Grossert                |
| 1993          | Julius Korir (KEN)           | Natalja Sorokiwskaja (KAZ)    |
| 1992          | Jason Mosigisi (KEN)         | Birgit Jerschabek             |
| 1991          | Werner Schildhauer           | Katrin Dörre                  |
| 1990          | Ferenc Sági (HUN)            | Heléna Barócsi (HUN)          |
| 1989          | Matthias Rüdiger             | Astrid Schmidt                |
| 1988          | Suleiman Nyambui (TAN)       | Ursula Starke                 |
| 1987          | Sam Ngatia (KEN)             | Carla Beurskens (NED)         |
| 1986          | Karel Lismont (BEL)          | Charlotte Teske -3-           |
| 1985          | Ralf Salzmann -5-            | Monika Schäfer                |
| 1984          | Ralf Salzmann -4-            | Elvira Hofmann                |
| 1983          | Ralf Salzmann -3-            | Charlotte Teske -2-           |
| 1982          | Ralf Salzmann -2-            | Heidi Hutterer                |
| 1981          | Ralf Salzmann                | Charlotte Teske               |
| 1980          | Werner Dörrenbächer          | Angelika Stephan -2-          |
| 1979          | Norbert Rautenberg           | Angelika Stephan              |